# Winslow (Illinois)
Winslow ist eine Gemeinde (mit dem Status „Village“) im Stephenson County im Nordwesten des US-amerikanischen Bundesstaates Illinois. Das U.S. Census Bureau hat bei der Volkszählung 2020 eine Einwohnerzahl von 281 ermittelt.

## Geografie
Winslow liegt im Nordwesten des Stephenson County in der Winslow Township. Der Ort liegt auf 42°29′33″ nördlicher Breite und 89°47′32″ westlicher Länge und erstreckt sich über 1 km². Winslow liegt am Pecatonica River, einem Nebenfluss des Rock River. Die Grenze zu Wisconsin befindet sich 1,7 km nördlich, der Mississippi, der die Grenze zu Iowa bildet, liegt 77,5 km westlich.
Nachbarorte von Winslow sind Browntown in Wisconsin (10,7 km nördlich), Orangeville (15,2 km östlich), Cedarville (25,2 km südöstlich), Lena (13,7 km südlich), Nora (17 km südwestlich) und South Wayne in Wisconsin (15,5 km nordwestlich).
Die nächstgelegenen größeren Städte sind Dubuque in Iowa (82,4 km westlich), Wisconsins Hauptstadt Madison (95 km nordnordöstlich), Rockford (80 km östlich) und die Quad Cities (171 km südwestlich).

## Verkehr
In Nord-Süd-Richtung führt die Illinois State Route 73 durch Winslow. Alle weiteren Straßen sind untergeordnete innerörtliche Straßen.
Die nächstgelegenen Flugplätze sind der 29 km nordöstlich gelegene Monroe Municipal Airport in Wisconsin und der 43 km südöstlich gelegene Albertus Airport bei Freeport, dem Zentrum des Stephenson County.